# كارل أريكسون
كارل أريكسون (بالسويدية: Carl-Åke Eriksson)‏ هو ممثل سويدي، ولد في 16 نوفمبر 1934 في السويد، وتوفي في 7 نوفمبر 2015 بستوكهولم في السويد بسبب سرطان.

## وصلات خارجية
- كارل أريكسون على موقع IMDb (الإنجليزية)
- كارل أريكسون على موقع قاعدة بيانات الأفلام السويدية (السويدية)
- كارل أريكسون على موقع قاعدة بيانات الفيلم (الإنجليزية)